# Seznam českých hráčů v NHL v sezóně 2016/2017
Toto je seznam hráčů Česka a jejich statistiky v sezóně 2016/2017 NHL.
| Tým                            | Věk | Hráč             | Post | Počet zápasů | Branky | Asistence | Body  | Počet zápasů v play off | Branky v play off | Asistence v play off | Body v play off | Poznámka / hrál také za                 | Statistiky v NHL                            |
| ------------------------------ | --- | ---------------- | ---- | ------------ | ------ | --------- | ----- | ----------------------- | ----------------- | -------------------- | --------------- | --------------------------------------- | ------------------------------------------- |
| Boston Bruins                  | 20  | David Pastrňák   | F    | 75           | 34     | 36        | 70    | 6                       | 2                 | 2                    | 4               |                                         |                                             |
| Philadelphia Flyers            | 27  | Jakub Voráček    | F    | 82           | 20     | 41        | 61    | Ne                      |                   |                      |                 |                                         |                                             |
| Calgary Flames                 | 28  | Michael Frolík   | F    | 82           | 17     | 27        | 44    | 4                       | 0                 | 1                    | 1               |                                         |                                             |
| San Jose Sharks                | 23  | Tomáš Hertl      | F    | 49           | 10     | 12        | 22    | 6                       | 0                 | 2                    | 2               |                                         |                                             |
| Arizona Coyotes                | 35  | Radim Vrbata     | F    | 81           | 20     | 35        | 55    | Ne                      |                   |                      |                 |                                         |                                             |
| Tampa Bay Lightning            | 25  | Ondřej Palát     | F    | 75           | 17     | 35        | 52    | Ne                      |                   |                      |                 |                                         |                                             |
| Montreal Canadiens             | 34  | Tomáš Plekanec   | F    | 78           | 10     | 18        | 28    | 6                       | 1                 | 2                    | 3               |                                         |                                             |
| Florida Panthers               | 44  | Jaromír Jágr     | F    | 82           | 16     | 30        | 46    | Ne                      |                   |                      |                 |                                         |                                             |
| Dallas Stars                   | 22  | Radek Faksa      | F    | 80           | 12     | 21        | 33    | Ne                      |                   |                      |                 |                                         |                                             |
| Arizona Coyotes Minnesota Wild | 29  | Martin Hanzal    | F    | 51 20        | 16 4   | 10 9      | 26 13 | 0 5                     | 0 1               | 0                    | 0 1             |                                         |                                             |
| Toronto Maple Leafs            | 32  | Milan Michálek   | F    | 5            | 1      | 1         | 2     | Ne                      |                   |                      |                 |                                         | hraje na farmě Toronto Marlies (AHL)        |
| Toronto Maple Leafs            | 30  | Roman Polák      | D    | 75           | 4      | 7         | 11    | 2                       | 0                 | 0                    | 0               |                                         |                                             |
| New Jersey Devils              | 19  | Pavel Zacha      | F    | 70           | 8      | 16        | 24    | Ne                      |                   |                      |                 |                                         |                                             |
| Boston Bruins                  | 30  | David Krejčí     | F    | 82           | 23     | 31        | 54    | 3                       | 0                 | 0                    | 0               |                                         |                                             |
| St. Louis Blues                | 23  | Dmitrij Jaškin   | F    | 51           | 1      | 10        | 11    | 2                       | 1                 | 0                    | 1               |                                         |                                             |
| St. Louis Blues                | 29  | Vladimír Sobotka | F    | 1            | 1      | 0         | 1     | 11                      | 2                 | 4                    | 6               | příchod z Avangard Omsk (KHL)           |                                             |
| Chicago Blackhawks             | 26  | Michal Kempný    | D    | 50           | 2      | 6         | 8     | 1                       | 0                 | 0                    | 0               |                                         |                                             |
| Chicago Blackhawks             | 38  | Michal Rozsíval  | D    | 22           | 1      | 2         | 3     | 4                       | 0                 | 0                    | 0               |                                         |                                             |
| Tampa Bay Lightning            | 26  | Andrej Šustr     | D    | 80           | 3      | 11        | 14    | Ne                      |                   |                      |                 |                                         |                                             |
| Detroit Red Wings              | 24  | Petr Mrázek      | G    | 50           | 0      | 0         | 0     | Ne                      |                   |                      |                 |                                         |                                             |
| Philadelphia Flyers            | 28  | Michal Neuvirth  | G    | 28           | 0      | 0         | 0     | Ne                      |                   |                      |                 |                                         |                                             |
| Carolina Hurricanes            | 25  | Andrej Nestrašil | F    | 19           | 1      | 4         | 5     | Ne                      |                   |                      |                 |                                         | hraje na farmě Charlotte Checkers (AHL)     |
| Dallas Stars                   | 32  | Jiří Hudler      | F    | 32           | 3      | 8         | 11    | Ne                      |                   |                      |                 |                                         |                                             |
| Dallas Stars                   | 33  | Aleš Hemský      | F    | 15           | 4      | 3         | 7     | Ne                      |                   |                      |                 |                                         |                                             |
| Columbus Blue Jackets          | 23  | Lukáš Sedlák     | F    | 62           | 7      | 6         | 13    | 2                       | 0                 | 0                    | 0               |                                         |                                             |
| Nashville Predators            | 25  | Marek Mazanec    | G    | 4            | 0      | 0         | 0     | Ne                      |                   |                      |                 | hraje na farmě Milwaukee Admirals (AHL) |                                             |
| Carolina Hurricanes            | 29  | Jakub Nakládal   | D    | 3            | 0      | 0         | 0     | Ne                      |                   |                      |                 |                                         | odchod do Lokomotiv Jaroslavl (KHL)         |
| Carolina Hurricanes            | 23  | Martin Frk       | F    | 2            | 0      | 0         | 0     | Ne                      |                   |                      |                 |                                         | hraje na farmě Grand Rapids Griffins (AHL)  |
| Anaheim Ducks                  | 21  | Ondřej Kaše      | F    | 53           | 5      | 10        | 15    | 1                       | 0                 | 0                    | 0               | hraje na farmě San Diego Gulls (AHL)    |                                             |
| Washington Capitals            | 21  | Jakub Vrána      | F    | 21           | 3      | 3         | 6     | Ne                      |                   |                      |                 | hraje na farmě Hershey Bears (AHL)      | Archivováno 13. 4. 2017 na Wayback Machine. |
| Winnipeg Jets                  | 29  | Ondřej Pavelec   | G    | 26           | 0      | 0         | 0     | Ne                      |                   |                      |                 |                                         |                                             |

- F = Útočník
- D = Obránce
- G = Brankář